# Grčko vino
Grčka je jedna od najstarijih regija za proizvodnju vina na svetu i među prvim teritorijama za proizvodnju vina u Evropi. Najraniji dokazi o grčkom vinu datiraju se od pre 6.500 godina kada se vino proizvodilo u domaćinstvu ili u zajednici. U davna vremena, kako je trgovina vinom postala ekstenzivna, ono se prenosilo s kraja na kraj Mediterana; Grčko vino imalo je posebno visok prestiž u Italiji pod Rimskim carstvom. U srednjem veku, vina izvezena sa Krita, Monemvasije i drugih grčkih luka dostizala su visoke cene u severnoj Evropi.

## Istorija
Poreklo proizvodnje vina u Grčkoj seže unazad 6.500 godina i dokazi koji ukazuju na proizvodnju vina potvrđuju da je Grčka dom drugim najstarijim poznatim ostacima vina od grožđa ikad otkrivenim u svetu i najraniji su svetski dokazi o gnječenom grožđu. Kako se grčka civilizacija širila Mediteranom, sledila je i vinska kultura. Stari Grci su uveli vinovu lozu kao što je Vitis vinifera i proizvodili vino u svojim brojnim kolonijama u Italiji, Siciliji, južnoj Francuskoj i Španiji.

## Literatura
- Dalby, Andrew (2003), Food in the ancient world from A to Z, London, New York: Routledge, ISBN 0-415-23259-7
- Dalby, Andrew (1996), Siren Feasts, London, New York: Routledge, ISBN 0-415-11620-1 (Paperback  0-415-15657-2)

## Spoljašnje veze
- Greek Wine News
- Greek Wine: all you need to know
- The Greek Vineyard
- LEFKAS' EARTH (Lefkaditiki Gi) Winery
- Wine in Ancient Greece
- Greek wine